# Terje Riis-Johansen

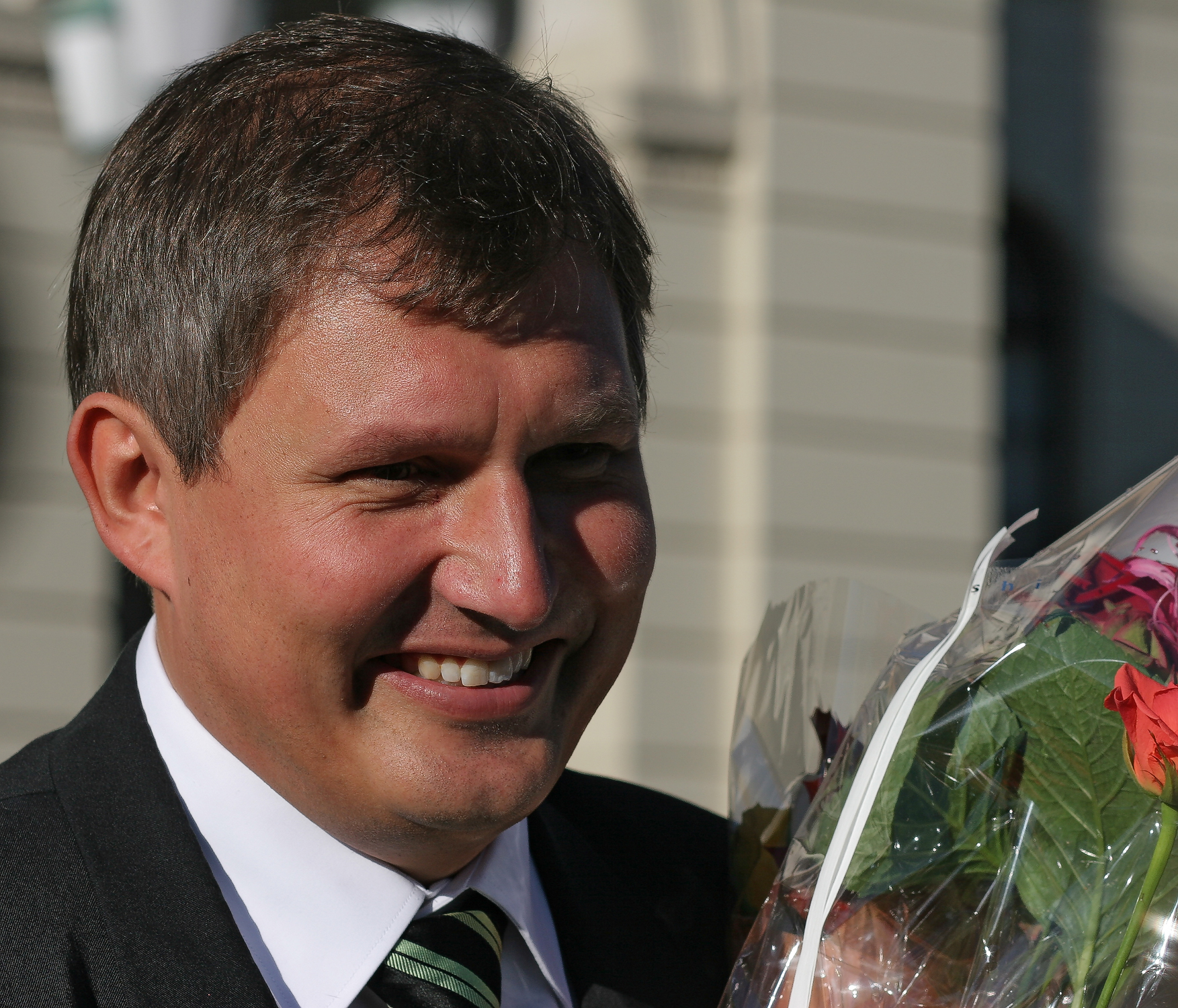
Terje Riis-Johansen

Terje Riis-Johansen, född 15 mars 1968 i Skien, är en norsk politiker som representerar Senterpartiet.
Han satt i Stortinget 1991-1997. Han var minister för Landbruks- og matdepartementet 2005–2008. 20 juni 2008-4 mars 2011 var Riis-Johansen minister i Olje- og energidepartementet.